# Druccy-Oziereccy

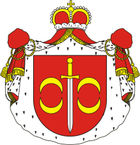
Herb Druck

Druccy-Oziereccy (także tylko Oziereccy) – ród kniaziowski (książęcy) pochodzenia litewskiego, będący gałęzią kniaziów Druckich, biorący swe nazwisko od miejscowości Oziercy (Jeziercy), leżącej w Powiecie Orszańskim i położonej niedaleko Drucka, w którym Oziereccy, podobnie jak inni kniaziowie idący od Druckich, posiadali swoje udziały.
Za protoplastę rodu można uznać kniazia Iwana Fedorowicza, syna kniazia Fedora i wnuka kniazia Iwana "Baby" Druckiego, który wyemigrował do Moskwy w 1508 r. razem z kniaziem Michałem Glińskim, pozostawiając jednakże na Litwie żonę i dwóch synów, tj. Andrzeja i Semena. Potomkowie starszego żyli do XVII w. Ród wygasł w linii męskiej w 1607 r. na kniaziu Wasilu Wasilewiczu.